# Arctosa personata
Arctosa personata là một loài nhện trong họ Lycosidae.
Loài này thuộc chi Arctosa. Arctosa personata được Ludwig Carl Christian Koch miêu tả năm 1872.